# Дзиза Олександр Матвійович
Олександр Матвійович Дзиза (27 серпня 1919, Смирнове — 6 вересня 1993, Москва) — радянський воєначальник, генерал-лейтенант, Старший Групи радянських військових фахівців у В'єтнамі (січень 1965 року — листопад 1966).

## Біографія
Народився 27 серпня 1919 в селі Смирнове, Куйбишевського району, Запорізької обл. Член КПРС з 1946 р У листопаді 1939 р вступив в РСЧА.
Закінчив: У 1936 р — Сільськогосподарський технікум
У вересні 1941 р — Горьковское училище зенітної артилерії ім. В. М. Молотова
У 1954 р — Військову артилерійську командну академію ім. Ф. Е. Дзержинського
У 1963 р — Військову академію Генерального штабу Збройних Сил СРСР
Посади:
09.1941 — 06.1942 рр. — Командир взводу 317 зенітно-артилерійського полку (Південно-Західний фронт)
02.1942 — 08.1942 р — заст. командира батареї 317 зенітно-артилерійського полку (Південний фронт)
08.1942 — 12.1943 рр. — Помічник начальника штабу 317 зенітно-артилерійського полку (1-й Український фронт)
12.1943 — 07.1944 рр. — Начальник штабу 317 зенітно-артилерійського полку (1-й Український фронт)
07.1944 — 02.1948 рр. — Начальник штабу 1572 зенітно-артилерійського полку змішаного калібру 41 дивізії ППО (Південно-Західний округ ППО)
02.1948 — 09.1949 рр. — Начальник штабу 427 зенітно-артилерійського полку 6 гв. хутро. дивізії 4 гв. хутро. армії (ГСВГ)
06.1954 — 06.1956 рр. — Командир 678 зенітного ракетного полку особливого призначення (Московський округ ППО)
06.1956 — 07.1960 рр. — Начальник 12 навчального центру Військ ППО країни (Кубинка)
07.1960 — 09.1961 рр. — Начальник відділу бойового застосування та підготовки штабів — заступник начальника штабу ЗРВ ППО країни
07.1963 — 08.1965 рр. — Заступник командира 12 корпусу ППО (Ростов-на-Дону)
01.1965 — 11.1966 рр. — Старший Групи радянських військових фахівців у В'єтнамі (ДРВ)
11.1966 — 12.1980 рр. — Заступник командувача військами Московського округу ППО з бойової підготовки — начальник відділу бойової підготовки, Член Військової Ради округу

## Сім'я
Дружина — Дзиза Ганна Олександрівна (1922–2001) — учасниця Великої Вітчизняної Війни.
Діти: 
- Дзиза Олег Олександрович (1945 р.н.) — закінчив МДУ, радянський і російський дипломат; має двох синів і двох онуків.

- Дзиза Ігор Олександрович (1956 р.н.) — закінчив ЯВЗРКУ, Військову командну академію ППО в м Калінін[ru], підполковник у відставці; має двох синів і дочку.

Дядько:
- Дзиза Георгій Антонович (1893—1938) — військовий діяч, дивінтендант, помічник командувача військами Особливої Червонопрапорної Далекосхідної армії з матеріального забезпечення.

## Нагороди
- Орден Леніна
- Орден Червоної Зірки (два)
- Орден Вітчизняної війни 1 і 2 ступеня
- Орден Червоного Прапора
- Орден Трудового Червоного Прапора
- В'єтнамський орден «Труда» 1 ступеня
- 16 медалей (в тому числі  в'єтнамська медаль «Дружби»)